# Cissus diffusiflora
Cissus diffusiflora är en vinväxtart som först beskrevs av Bak., och fick sitt nu gällande namn av Jules Émile Planchon. Cissus diffusiflora ingår i släktet Cissus och familjen vinväxter. Inga underarter finns listade i Catalogue of Life.